# Équation de Helmholtz

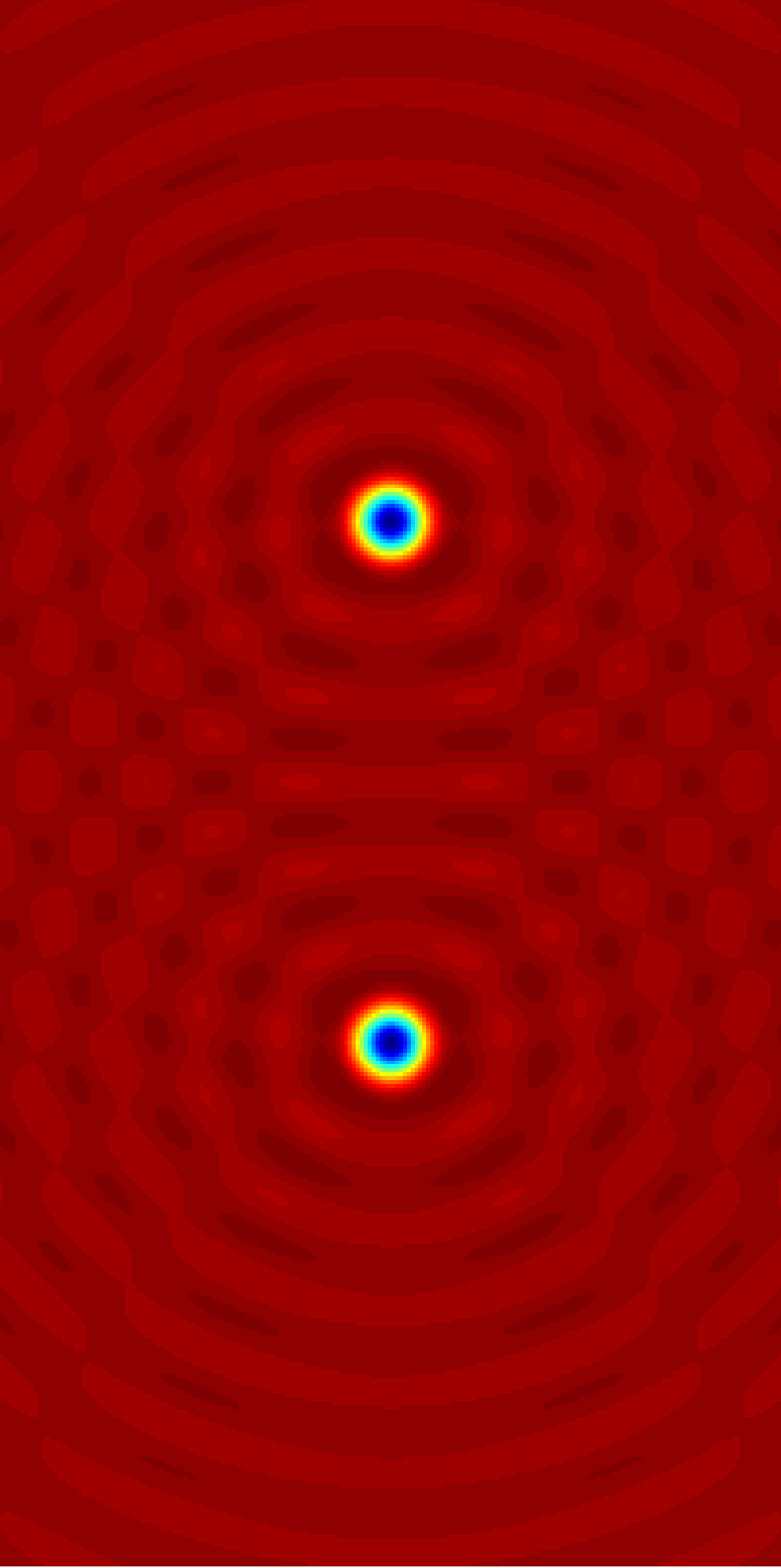
Application de l'équation de Helmholtz.

L'équation de Helmholtz (d'après le physicien Hermann von Helmholtz) est une équation aux dérivées partielles elliptique qui apparaît lorsque l'on cherche des solutions harmoniques de l'équation de propagation des ondes de D'Alembert, appelées « modes propres », sur un domaine {\displaystyle \Omega \subset \mathbb {R} ^{n}} :
{\displaystyle \forall {\vec {r}}\in \Omega ,\quad (\Delta \ +\ k^{2})\ \phi ({\vec {r}})\ =\ (\nabla ^{2}\ +\ k^{2})\ \phi ({\vec {r}})\ =\ 0}
Pour que le problème mathématique soit bien posé, il faut spécifier une condition aux limites sur le bord {\displaystyle \partial \Omega } du domaine, par exemple :
- une condition de Dirichlet,
- une condition de Neumann,
- un mélange des deux précédentes etc.

Lorsque le domaine {\displaystyle \Omega } est compact, le spectre du Laplacien est discret, et les modes propres forment un ensemble dénombrable infini :
{\displaystyle \forall {\vec {r}}\in \Omega ,\quad (\Delta \ +\ k_{n}^{2})\ \phi _{n}({\vec {r}})\ =\ 0,\qquad (0\leq k_{0}^{2}\leq k_{1}^{2}\leq k_{2}^{2}\leq \dots \leq +\infty )}
L'équation de Helmholtz se généralise en géométrie non euclidienne en remplaçant le Laplacien par l'opérateur de Laplace-Beltrami sur une variété riemannienne.

## Application en météorologie
Cette équation est aussi utilisée en météorologie pour décrire les ondes orographiques qui se forment en aval des montagnes par vent fort. Ces ondes sont modélisées par l'équation de Scorer qui est une forme particulière de l'équation de Helmholtz.